# Жевань
Жева́нь (бел. Жавань) — деревня в составе Коровчинского сельсовета Дрибинского района Могилёвской области Республики Беларусь.

## Население
- 1999 год — 133 человека
- 2010 год — 194 человека

## Знаменитые земляки
Полевков  Николай Васильевич - Герой Социалистического Труда.